# Úlfur Úlfur
Úlfur Úlfur – islandzki projekt muzyczny wykonujący muzykę hip-hop i alternative hip-hop, który tworzy raper Arnar Freyr Frostason i raper, wokalista oraz producent Helgi Sæmundur Guðmundsson. Grupa rozpoczęła swoją działalność w 2011 roku, a popularność zdobyła w 2015 roku dzięki utworowi Brennum Allt z debiutanckiego albumu.

## Historia
Duet założono w 2011 roku w stolicy Islandii, Reykjavíku. Początkowo duet pozostawał niszowy i mało znany w ojczyźnie, jednak z czasem dzięki oryginalnemu pomysłowi na teledyski muzyka Úlfur Úlfur zyskała rozgłos. Mimo iż muzycy tworzą utwory wyłącznie w języku islandzkim to twórczość grupy dostrzeżono także za granicą. Przełomowy moment nastąpił w 2015 roku za pomocą utworu Brennum Allt, który teledyskiem nakręconym na ulicach stolicy Islandii przyciągnął niemal pół miliona widzów.
Grupa odwiedziła kilkukrotnie Polskę, a obecnie należy do jednej, z najpopularniejszych formacji hip-hipowych w Islandii stale popularyzując ten gatunek w tym kraju.

## Dyskografia
Albumy:
- 2015: Tvær Plánetur
- 2017: Hefnið Okkar

Single:
- 2015: Brennum Allt
- 2015: Tarantúlur
- 2015: 100.000
- 2016: 	Barn